# Fundación Pablo Neruda
La Fundación Pablo Neruda —llamada con frecuencia Fundación Neruda— es una organización no gubernamental chilena creada en 1986 y que tiene como objetivo general «el cultivo y propagación de las artes y las letras» y como particular el de «difundir y preservar el legado poético, artístico y humanista» de Neruda. Su sede está en la casa de Neruda en Santiago, La Chascona, ubicada en calle Fernando Márquez de la Plata 0192, barrio Bellavista. Fue Matilde Urrutia, la viuda del poeta chileno Premio Nobel, quien por expresa voluntad, instituyó en su testamento y designó a los que deberían ser sus directores. 

## Historia
Matilde Urrutia fue quien, en su testamento, no solo instituyó la fundación sino que también formuló sus estatutos y designó a los directores y consejeros. Pero las aspiraciones crear una fundación para el estudio de la poesía la había manifestado el mismo Pablo Neruda poco antes de los 50 años, al donar su biblioteca a la Universidad de Chile. Sin embargo, por diversas circunstancias la realización de esa iniciativa fueron postergándose. Después de regresar de su misión diplomática en Francia, a principios de los años 1970, Neruda reiteró su intención de crear la fundación y Sergio Insunza, abogado y amigo del poeta, redactó esta voluntad que no pudo ser cumplica debido al golpe militar de septiembre de 1973. Los borradores preparados entonces afortunadamente se convervaron y están en la base de la estructura jurídica que tiene la actual Fundación Pablo Neruda.

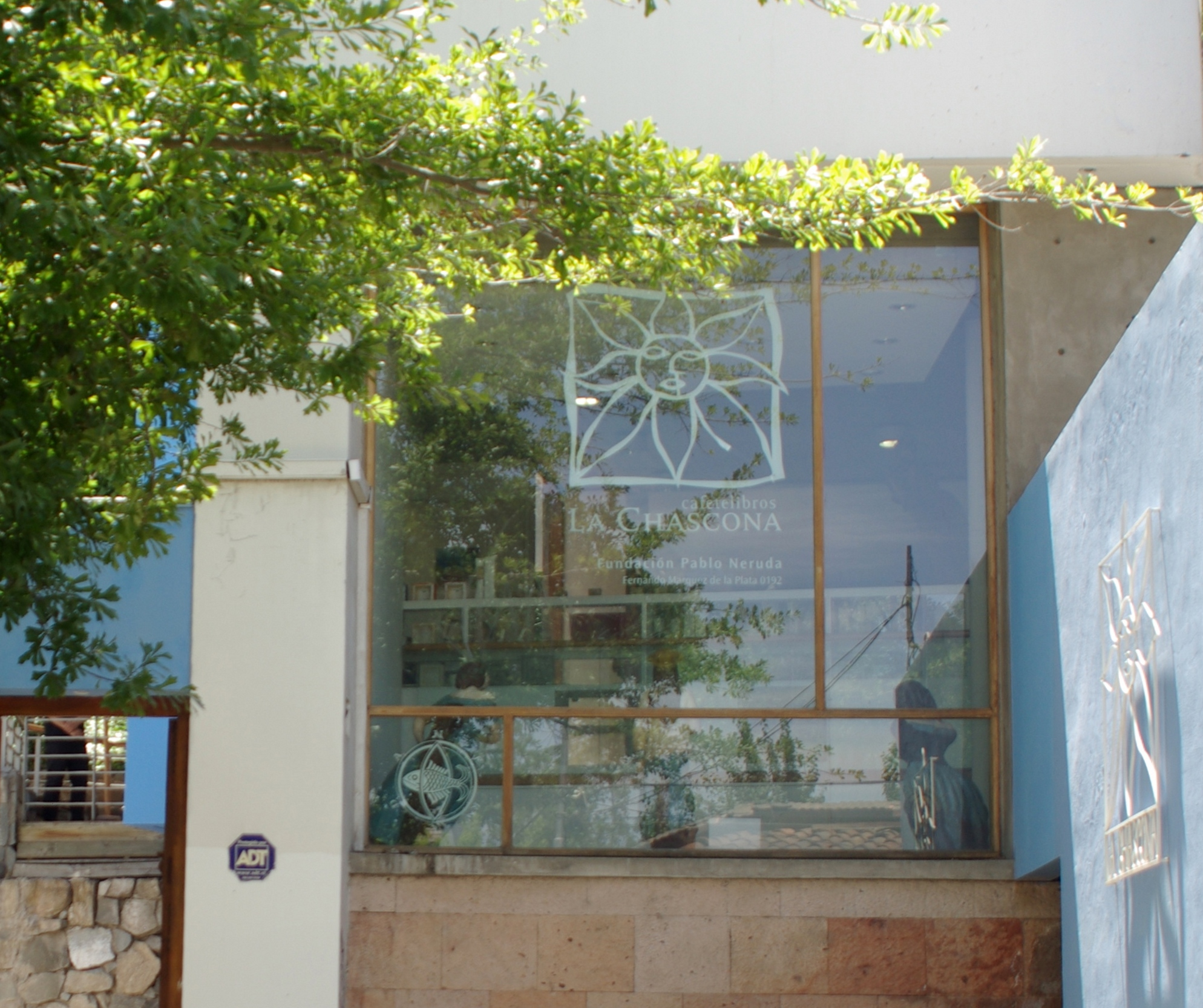
La sede de la Fundación

Los trámites para obtener la personalidad jurídica de la Fundación fueron difíciles, porque «se hicieron durante el régimen militar que no tenía ninguna simpatía por Neruda ni interés por su obra». Incluso los albaceas tuvieron que interponer un recurso de protección y solo después de ello se logró que se aprobara legalmente la Fundación Pablo Neruda con los estatutos y el directorio designado por Urrutia en su testamento.
La Fundación consiguió asimismo recuperar las tres casas principales de Neruda en Chile: La Chascona, en Santiago; La Sebastiana, en Valparaíso, y la de Isla Negra en la localidad homónima, en las que tuvo que realizar importantes obras estructurales y de restauración en todos estos inmuebles. Además, hubo que restaurar el menaje y la pinacoteca, ordenar y procesar la biblioteca y los archivos. Una vez acondicionadas, las casas comenzaron a funcionar como museos.
Las colecciones del poeta se han visto incrementadas con adquisiciones y donaciones de fotos, cuadros, manuscritos, primeras ediciones y otros objetos vinculados a Neruda.
En La Chascona se ha construido en un espacio especial para la Biblioteca y Archivos de la Fundación Pablo Neruda, que cuenta con los cerca de once mil quinientos volúmenes físicos que Neruda juntó después de que en 1954 donara su rica colección de libros y caracolas marinas a la Universidad de Chile, además de ediciones y traducciones de su obra, así como un fondo fotográfico y documental.
Para difundir de la obra de Neruda, la Fundación trabaja a nivel internacional los más destacados estudiosos de su poesía, como los profesores Jaime Concha, chileno que reside en California; Hernán Loyola, profesor chileno radicado en Italia; el estadounidense René de Costa, el francés Alain Sicard, y el ensayista argentino Saúl Yurkievich, entre otros.
La Fundación organiza una serie de actividades culturales —entre ellas, mantiene talleres de poesía en La Chascona (dirigido por Jaime Quezada y Floridor Pérez), La Sebastiana e Isla Negra— edita dos publicaciones periódicas y libros y otorga premios. 
En 2017 organizó el primer Festival de Poesía La Chascona.
El 2023 se conmemoraron 50 años de la muerte del poeta y, pese al paso del tiempo, según la Fundación, el legado de Neruda sigue vigente. Además, a la fecha, sus obras han sido traducidas a más de 40 idiomas, lo que habla de la "universalidad" del escritor chileno.

## Directorio
El directorio está compuesto por:
- Presidenta: Elba Kemy Haydee Oyarzún Vaccaro
- Primer vicepresidente: Álvaro Insunza Figueroa
- Segundo vicepresidente:Eduardo Vera Sobrino
- Secretario Director: Claudio Herrera Jarpa
- Director: Miguel Lawner Steiman
- Directora: Claudia Morgana Rodríguez Larraín
- Directora: Alejandra Natalia Araya Espinoza
- Director ejecutivo: Fernando Sáez García

## Publicaciones periódicas
La Fundación saca periódicamente dos revistas, Cuadernos y Nerudiana. La primera fue creada en 1989 dirigida por el escritor y periodista Luis Alberto Mansilla. En sus comienzos era un boletín trimestral de modesto formato; a partir del número 20, publicado en 1995, tomó definitivamente el nombre actual; la periodicidad es la misma: cuatro veces al año.
El primer número de la revista Nerudiana apareció en agosto de 2006, dirigida por Hernán Loyola. Salen dos números al año.

## Premios
La Fundación organiza o patrocina concursos literarios y galardones, como el Premio Pablo Neruda, que se otorga desde  1987 a poetas menores de 40 años; la Medalla de Honor Pablo Neruda, creada en 1995 para distinguir a quienes "hayan realizado aportes relevantes a la cultura, las artes y a la preservación y difusión del legado" del poeta (la han recibido Juvencio Valle, Volodia Teitelboim, Mario Carreño, Margarita Aguirre, Flavián Levine, Francisco Coloane, Hernán Loyola, Francisco Velasco y su mujer Marie Martner, Mario Toral, María Eugenia Zamudio, Vicente Bianchi); o el Concurso Juvenil de Poesía Pablo Neruda para estudiantes de la enseñanza media de Chile, que celebra anualmente desde 2013.

## Museos

### La Chascona

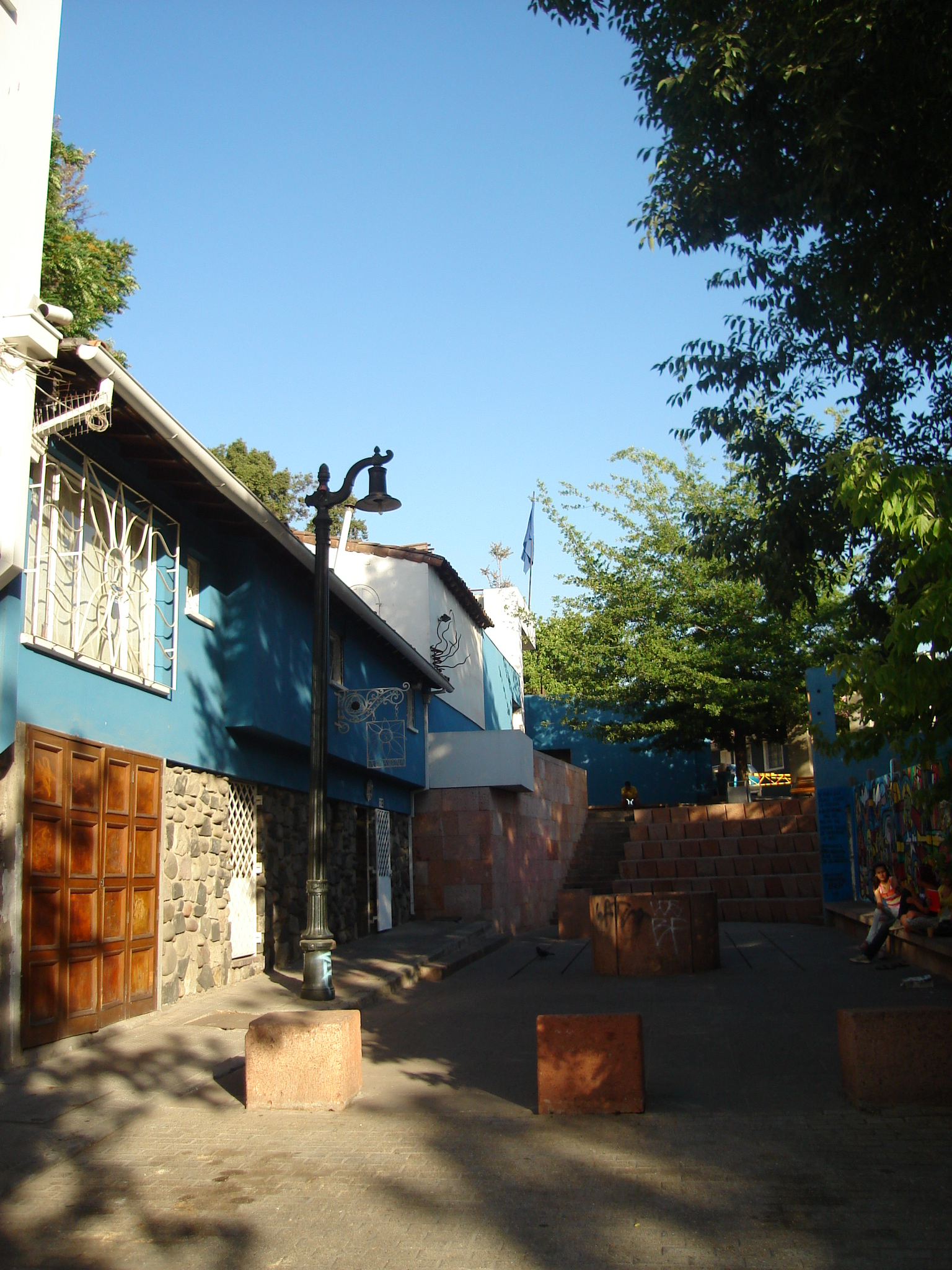
Entorno de La Chascona en 2009.

La Chascona, una de las tres casas museo del poeta y sede de la Fundación, la comenzó a construir Pablo Neruda en 1953 en Santiago y le puso este nombre en honor a su pareja de ese momento y futura esposa Matilde Urrutia; a ella le decía chascona por su cabello.
Matilde dice que un día caminaban por el hoy llamado barrio Bellavista y encontraron un terreno a la venta que se encontraba a los pies del cerro San Cristóbal.
Fue el arquitecto Germán Rodríguez Arias a quien se le encargó la construcción de la vivienda. Al verla, Rodríguez advirtió que los habitantes de la casa tendrían que vivir subiendo y bajando escaleras. El proyecto la orientaba a sol, es decir, mirando a la ciudad, pero Neruda quería que la casa tuviera vista a la cordillera, por lo cual la dio vuelta en los planos. El poeta trajo troncos de ciprés desde el sur para el living y buscó por su cuenta diferentes materiales, participando en todas las decisiones relativas a la construcción, por lo que Rodríguez comentó que la casa fue más una creación del poeta que de él mismo.
Al principio se construyó solo el living y un dormitorio, ya que Matilde vivía sola en esa casa: el poeta todavía seguía con su esposa, Delia del Carril, en el domicilio de la avenida Lynch, que había recibido el nombre de Michoacán. 
En febrero de 1995, Neruda se separa de Delia del Carril y se va a vivir a La Chascona. La casa siguió ampliándose: se integró una cocina y el comedor, posteriormente se construyó la biblioteca y el bar. De estas últimas ampliaciones se encargó en 1958 el arquitecto Carlos Martner, puesto que para ese entonces el Rodríguez había vuelto a Europa.
En septiembre de 1973 Neruda muere en la clínica Santa María de Santiago. La casa fue objeto de vandalismo. La acequia que tanto le gustó al poeta se atascó, provocando la inundación de la casa; fue necesario poner tablones sobre el barro, para así poner trasladar sus restos, ya que Matilde Urrutia insistió en que debía ser velado allí. Ella, junto a algunos amigos, pasaron la noche en el living que tenía los vidrios rotos.
Matilde se esforzó en reparar todos los daños de la casa que había compartido con Neruda, y siguió viviendo en ella hasta su muerte en enero de 1985. La Chascona fue renaciendo y se convirtió en la casa principal de la Fundación Pablo Neruda además de museo destinado a la difusión de la vida del poeta.
.

### La Sebastiana
Siento el cansancio de Santiago. Quiero hallar en Valparaíso una casita para vivir y escribir tranquilo. Tiene que poseer algunas condiciones. No puede estar ni muy arriba ni muy abajo. Debe ser solitaria, pero no en exceso. Vecinos, ojalá invisibles. No deben verse ni escucharse. Original, pero no incómoda. Muy alada, pero firme. Ni muy grande ni muy chica. Lejos de todo pero cerca de la movilización. Independiente, pero con comercio cerca. Además tiene que ser muy barata ¿Crees que podré encontrar una casa así en Valparaíso?

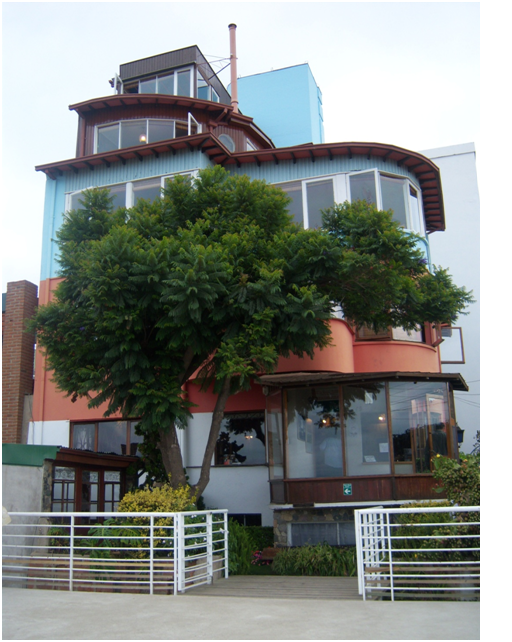
La Sebastiana.

Fue este el encargo que Pablo Neruda les hizo a sus amigas Sara Vial y Marie Martner, en 1959. Parecía muy complicado encontrar una casa que cumpliera con todo lo que el poeta quería, pero luego de buscar mucho, encontraron una casa, ubicada en el cerro Florida. La casa había quedado abandonada por muchos años a la muerte de su constructor, el español Sebastián Collado, en 1949.
Cuando Neruda fue a ver la casa, le gusto, pero la encontró demasiado grande, por lo que decidió comprarla junto con la escultora Martner y su marido, el doctor Francisco Velesco. Ellos se quedaron con el subterráneo, el patio y los dos primeros pisos, mientras que Neruda se quedó con el tercer y cuarto piso, lo cual le dio una vista privilegiada de la bahía. En los próximos 3 años el poeta se dedicó a construir y arreglar la casa. La decoró con fotos antiguas del puerto y un gran retrato de Walt Whitman.
La casa fue inaugurada del 18 de septiembre de 1961 con una fiesta inolvidable. Todos los invitados fueron incluidos en una “Lista por méritos inolvidables”, en donde se acentuaba la ayuda que se había brindado en la reconstrucción de la casa abandonado, La casa fue llamada La Sebastiana en honor a su primer propietario y constructor. 
A Neruda le gustaba pasar el Año Nuevo en Valparaíso: La Sebastiana era un lugar privilegiado para mirar los fuegos artificiales del puerto; allí recibió también el que sería el último año de su vida: 1973.
La casa —saqueada luego del golpe militar encabezado por el general Augusto Pinochet—, fue restaurada en 1991, gracias a la ayuda de Telefónica España, cuyo aporte hizo así mismo posible la compra de la parte que le pertenecía al matrimonia Velasco Martner. En diciembre de 1991 se inauguró la casa museo, en 1994 se construyó la plaza y en 1997, otra vez con el aporte de Telefónica, se inauguró el Centro cultural. 
.

### Isla Negra

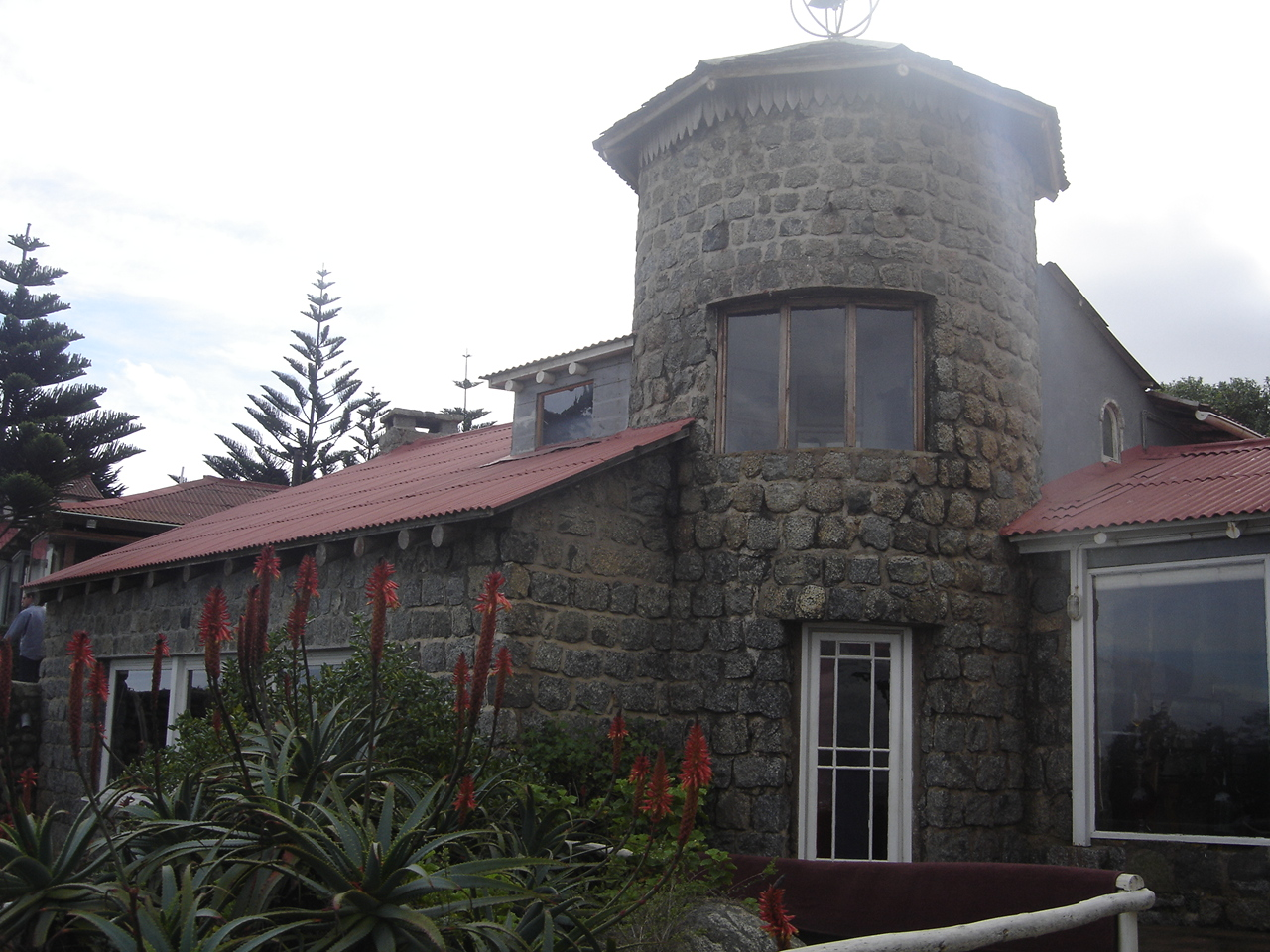
Vista trasera de la Casa de Pablo Neruda en Isla Negra

En la casa de Isla Negra se concentran las colecciones más importantes relativas al mar: mascarones de proa, réplicas de veleros, barcos dentro de botellas, caracolas marinas, dientes de cachalote, etc. 
El lugar se llamaba originalmente Las Gaviotas y fue Neruda quien lo renombró como Isla Negra debido al color de sus roqueríos y quizás porque ahí podía aislarse para escribir. 
En el invierno de 1943, con el arquitecto Germán Rodríguez Arias, Neruda comenzó una serie de ampliaciones que se extendieron hasta marzo de 1945. En ese entonces no era fácil construir en esa zona: había que transportar todos los materiales en carretas de bueyes que debían cruzar por cruces por el estero de Córdoba.
La casa de Isla Negra está en medio del paisaje costero. Allí está el mar con su oleaje, rompientes, playa y roqueríos, y eso llevó al poeta hasta su niñez, cuando este pudo encontrarse por primera vez con el mar, en Puerto Saavedra. Más tarde el mar se convirtió en uno de sus escenarios favoritos a la hora de escribir poesía.
En 1965 se empiezan a hacer nuevas ampliaciones, de mano del arquitecto y amigo del poeta, Sergio Soza. Entre las remodelaciones más importantes se encuentran el poner techo de zinc, para así poder escuchar la lluvia, lo cual provocaba que recordara su niñez en el sur del país. 
Neruda siempre festejo las fiestas patrias en esta casa, incluso cuando las cosas en el país eran tensas, luego del golpe de Estado, el 18 de septiembre de 1973 llegaron alguno de sus amigos más cercanos hasta Isla Negra, pero ellos solo traían malas noticias. 
Para el día siguiente Neruda, gravemente enfermo, fue llevado de urgencia a una clínica en Santiago. Volvería a Isla Negra en diciembre de 1992, cuando sus restos fueron llevados allí, junto con los de su esposa Matilde Urrutia. Su funeral se realizó con todos los honores que el poeta merecía y con la asistencia de las máximas autoridades del país. Así se cumplía la voluntad del poeta la cual el dejó estipulada en su poema “disposiciones” del canto general: .

Compañeros, enterradme en Isla Negra, / frente al mar que conozco, a cada área rugosa de piedras / y de olas que mis ojos perdidos / no volverán a ver…
Pablo Neruda

## Polémicas

### Agustín Figueroa
Juan Agustín Figueroa —jurista, empresario, latifundista y político radical que presidió la fundación desde un principio y durante muchos años—, impidió en tribunales en 1998, a nombre de la Fundación, la publicación de un libro que recogía los discursos de Neruda pronunciados entre los años 1945-1948 siendo senador del Partido Comunista, alegando una supuesta violación sobre los derechos de autor. La Corte de Apelaciones de Santiago autorizó más tarde la obra, señalando que "las actas de sesión del Senado no están protegidas por la Ley 17. 336 sobre propiedad intelectual", pero la actitud de la Fundación fue interpretada por algunos seguidores y estudiosos del poeta como un intento de silenciar su pasado como "partidario de la izquierda marxista revolucionaria". Así, para  Leonidas Aguirre, autor del volumen Discursos parlamentarios de Pablo Neruda (1945-48), lo ocurrido —más allá de los supuestos derechos de autor reclamados por la Fundación— "sentaba un grave precedente respecto de la clara 'intencionalidad' de los directivos por silenciar una etapa en la vida del poeta de gran valor para la ciudadanía".
Figueroa fue duramente criticado por su posición ante el conflicto mapuche. A él se debe el encarcelamiento de los dos primeros loncos y la aplicación de la ley antiterrorista contra ellos. El poeta huilliche Jaime Huenún calificó a Figueroa de "terrateniente obsecado" en la ceremonia de la entrega del Premio Pablo Neruda que obtuvo en 2003. Figueroa se ganó el apodo de 'cazamupuche' en la comunidad aracauna y entre los defensores de los derechos de este pueblo autóctono. El caso de los loncos fue llevado ante la Corte Interamericana de Derechos Humanos, que condenó a Chile por encontrar que «en la fundamentación de las sentencias condenatorias se utilizaron razonamientos que denotan estereotipos y prejuicios, lo cual configuró una violación del principio de igualdad y no discriminación», y por considerar que se produjeron violaciones al derecho de la defensa y del derecho de recurrir de esos fallos penales condenatorios, lo que convierte a las sentencias en arbitrarias e incompatibles con la Convención Americana. La Federación Internacional por los Derechos Humanos había publicado un duro informe por la actitud del gobierno chileno ante el problema mapuche y había representado ante la Corte, cuya decisión saludó, a ocho de las víctimas del caso.
También causó polémica que hubiera destituido al sobrino nieto del poeta, Bernardo Reyes, que era uno de los directores; asimismo, que en el directorio hubiera cuatro personas estrechamente vinculadas a él: Marcela Elgueta, su esposa; Aída Figueroa, su hermana; Jorge del Río, miembro de su estudio jurídico, y Raúl Bulnes, amigo íntimo.

### Muerte de Neruda
Cuando en 2011 aparecieron las declaraciones del exchofer del poeta, Manuel Araya, sobre que Neruda habría sido asesinado, la Fundación lo desmintió e insistió en que el Premio Nobel había fallecido por el cáncer que padecía. También se opuso en un principio (2011) a la exhumación de su cuerpo, aunque después de que el juez Mario Carroza lo ordenara en 2013, la aceptó. Sin embargo, siguió inclinándose por la versión de muerte de cáncer y cuando en 2015 el Programa de Derechos Humanos del Ministerio del Interior de Chile entregó a Carroza un informe redactado por Francisco Ugás Tapia, Rodrigo Lledó Vásquez y Hugo Pavez Lazo —secretario ejecutivo, jefe del Área Jurídica y abogado, respectivamente, de dicho Programa— en el que concluían que "resulta claramente posible y altamente probable la intervención de terceros en la muerte" de Neruda, la Fundación calificó de "sensacionalistas" las revelaciones sobre su posible asesinato. El director ejecutivo, Fernández Sáez, declaró al respecto que "esta noticia no es ninguna noticia", que se trata de "una presunción de ellos" y que cualquier información fidedigna sobre el fallecimiento del poeta depende ahora de los resultados científicos. En cuanto a los datos aportados en el libro del historiador y periodista español Mario Amorós Neruda. Príncipe de los poetas, donde recoge la versión del asesinato (aunque no la avala a la espera de los resultados de las investigaciones) y se reproduce el informe citado, Sáez aseguró que "están al borde de verdades y mentiras".
Desde 2015, después de más de dos años de la exhumación que Carroza ordenó del cadáver de Neruda para hacer los exámenes científicos con el fin de determinar si el poeta había sido asesinado, la Fundación comenzó a pedir la devolución del cuerpo para que pudiera volver a su tumba en la casa de Isla Negra. Lo consiguió al año siguiente: el juez ordenó la devolución de los restos del Premio Nobel chileno el tres de marzo de 2016; el reentierro se celebró el 26 de abril de ese año, después de que el día anterior se celebrara un funeral popular en el ex Congreso Nacional organizado por Rodolfo Reyes, un sobrino de Neruda. La familia, a través de Bernardo Reyes, y la Fundación criticaron este acto. "Nos parece completamente absurdo que de un acto judicial como es la devolución de los restos, cosa que hemos pedido hace un año, se termine haciendo esto", así explicó el director ejecutivo la no participación de la Fundación en ese evento.